# 벨리케라슈체

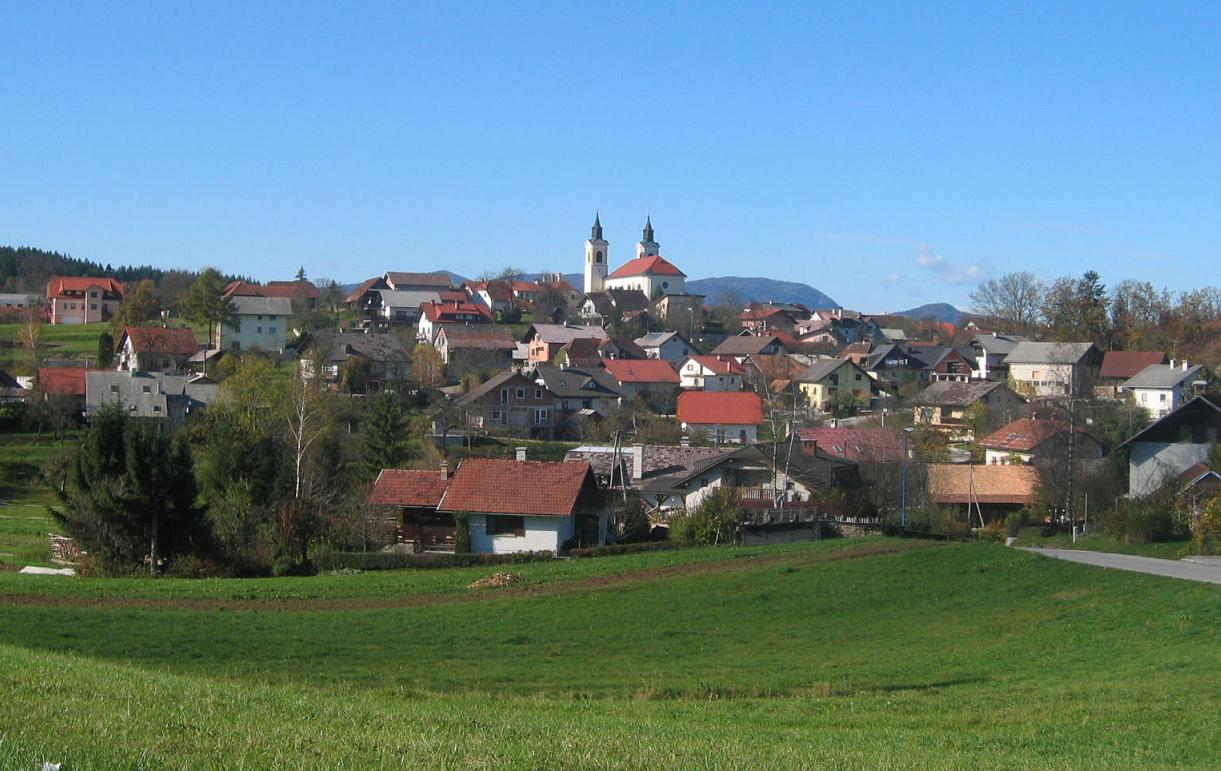
벨리케라슈체

벨리케라슈체의 위치

벨리케라슈체(슬로베니아어: Velike Lašče, 독일어: Großlaschitz 그로슬라시츠[*])는 슬로베니아의 도시로 면적은 6.0km2, 인구는 724명(2012년 기준)이다. 돌렌스카 전통 지역의 아랫지역이며 지금은 중앙슬로베니아 통계 지방에 속해있다.